# Uberto Visconti di Modrone
Uberto Visconti di Modrone, IV duca Visconti di Modrone (Milano, 23 febbraio 1871 – Sanremo, 13 gennaio 1923), è stato un nobile, imprenditore e politico italiano, fondatore e proprietario degli stabilimenti Visconti di Modrone, si distinse per la sua opera di mecenatismo nella gestione del Teatro alla Scala.

## Biografia

### Infanzia
Uberto è figlio primogenito del Duca Guido Visconti di Modrone, senatore del Regno e capo famiglia dei Visconti di Modrone e di Ida Renzi. 

### Matrimonio

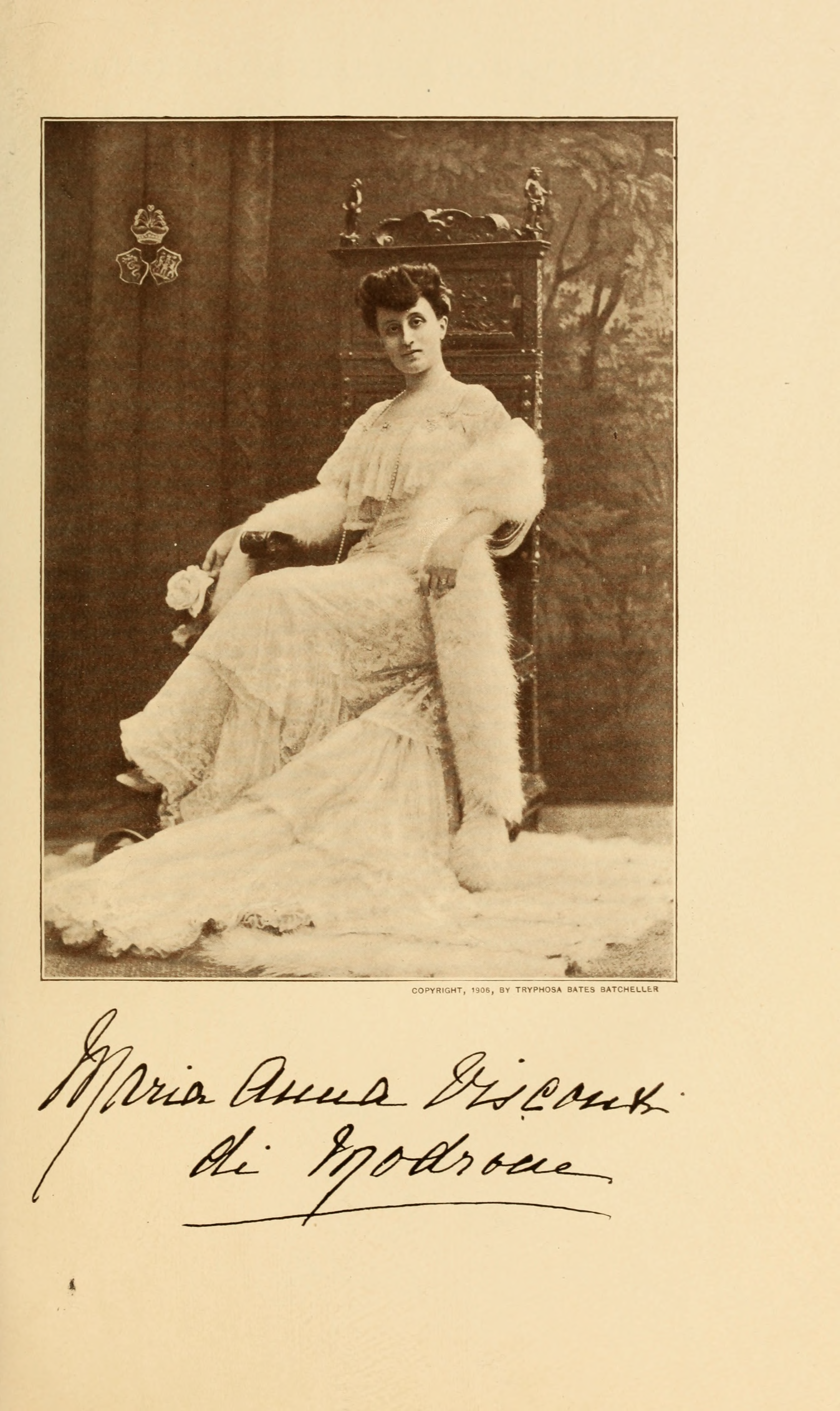
Marianna dei Marchesi Gropallo, duchessa Visconti di Modrone nel 1907

L'8 febbraio 1893, sposa a Genova, Marianna dei Marchesi Gropallo dalla quale avrà cinque figli.

### Carriera
Fu consigliere comunale di Milano e senatore del Regno dal 24 novembre 1913.
Nell'ambito di gestione degli stabilimenti di famiglia fu tra i primi industriali in Italia già all'inizio del Novecento ad intraprendere solidi rapporti commerciali con il Giappone.

### Morte
Morì a Sanremo nel 1923. La sua tomba si trova nel mausoleo Visconti di Modrone a Cassago Brianza.

## Ascendenza
|                            |   |                                | Genitori                    |  |  | Nonni |  |  | Bisnonni                           |  |  | Trisnonni                          |  |
|                            |   |                                |                             |  |  |       |  |  | Gaetano Visconti di Lonate Pozzolo |  |  | Filippo Visconti di Lonate Pozzolo |  |
|                            |   |                                |                             |  |  |       |  |  | Gaetano Visconti di Lonate Pozzolo |  |  | Filippo Visconti di Lonate Pozzolo |  |
|                            |   | Maria Caterina Cicogna Mozzoni |                             |  |  |       |  |  | Gaetano Visconti di Lonate Pozzolo |  |  |                                    |  |
| Uberto Visconti di Modrone |   |                                |                             |  |  |       |  |  | Gaetano Visconti di Lonate Pozzolo |  |  |                                    |  |
|                            |   | Aurelia Gonzaga                | Francesco Nicolò Gonzaga    |  |  |       |  |  |                                    |  |  |                                    |  |
|                            |   | Aurelia Gonzaga                | Francesco Nicolò Gonzaga    |  |  |       |  |  |                                    |  |  |                                    |  |
|                            |   | Aurelia Gonzaga                | Olimpia Scotti              |  |  |       |  |  |                                    |  |  |                                    |  |
| Guido Visconti di Modrone  |   | Aurelia Gonzaga                |                             |  |  |       |  |  |                                    |  |  |                                    |  |
|                            |   | Angelo Vincenzo Gropallo       | Giovanni Francesco Gropallo |  |  |       |  |  |                                    |  |  |                                    |  |
|                            |   | Angelo Vincenzo Gropallo       | Giovanni Francesco Gropallo |  |  |       |  |  |                                    |  |  |                                    |  |
|                            |   | Angelo Vincenzo Gropallo       | Paola Brignole Sale         |  |  |       |  |  |                                    |  |  |                                    |  |
| Giovanna Gropallo          |   | Angelo Vincenzo Gropallo       |                             |  |  |       |  |  |                                    |  |  |                                    |  |
|                            |   | Laura Pertusati                | Gaetano Pertusati           |  |  |       |  |  |                                    |  |  |                                    |  |
|                            |   | Laura Pertusati                | Gaetano Pertusati           |  |  |       |  |  |                                    |  |  |                                    |  |
|                            |   | Laura Pertusati                | Teresa Visconti             |  |  |       |  |  |                                    |  |  |                                    |  |
| Uberto Visconti di Modrone |   | Laura Pertusati                |                             |  |  |       |  |  |                                    |  |  |                                    |  |
|                            | … | …                              |                             |  |  |       |  |  |                                    |  |  |                                    |  |
|                            | … | …                              |                             |  |  |       |  |  |                                    |  |  |                                    |  |
|                            | … | …                              |                             |  |  |       |  |  |                                    |  |  |                                    |  |
| Francesco Renzi            | … |                                |                             |  |  |       |  |  |                                    |  |  |                                    |  |
|                            |   | …                              | …                           |  |  |       |  |  |                                    |  |  |                                    |  |
|                            |   | …                              | …                           |  |  |       |  |  |                                    |  |  |                                    |  |
|                            |   | …                              | …                           |  |  |       |  |  |                                    |  |  |                                    |  |
| Ida Renzi                  |   | …                              |                             |  |  |       |  |  |                                    |  |  |                                    |  |
|                            |   | Giorgio Gritti                 | …                           |  |  |       |  |  |                                    |  |  |                                    |  |
|                            |   | Giorgio Gritti                 | …                           |  |  |       |  |  |                                    |  |  |                                    |  |
|                            |   | Giorgio Gritti                 | …                           |  |  |       |  |  |                                    |  |  |                                    |  |
| Lucrezia Giovanna Gritti   |   | Giorgio Gritti                 |                             |  |  |       |  |  |                                    |  |  |                                    |  |
|                            |   | Caterina Passagnoli            | …                           |  |  |       |  |  |                                    |  |  |                                    |  |
|                            |   | Caterina Passagnoli            | …                           |  |  |       |  |  |                                    |  |  |                                    |  |
|                            |   | Caterina Passagnoli            | …                           |  |  |       |  |  |                                    |  |  |                                    |  |
|                            |   | Caterina Passagnoli            |                             |  |  |       |  |  |                                    |  |  |                                    |  |